# Vineuil (Loir-et-Cher)
Vineuil is een gemeente in het Franse departement Loir-et-Cher (regio Centre-Val de Loire). De plaats maakt deel uit van het arrondissement Blois en is een voorstad van Blois. Vineuil telde op 1 januari 2022 8.050 inwoners.

## Geografie
De oppervlakte van Vineuil bedroeg op 1 januari 2022 22,34 vierkante kilometer; de bevolkingsdichtheid was toen 360,3 inwoners per km². De gemeente ligt aan de Loire.
De onderstaande kaart toont de ligging van Vineuil (Loir-et-Cher) met de belangrijkste infrastructuur en aangrenzende gemeenten.

## Demografie
Onderstaande figuur toont het verloop van het inwonertal (bron: INSEE-tellingen).